# Coleman Wong

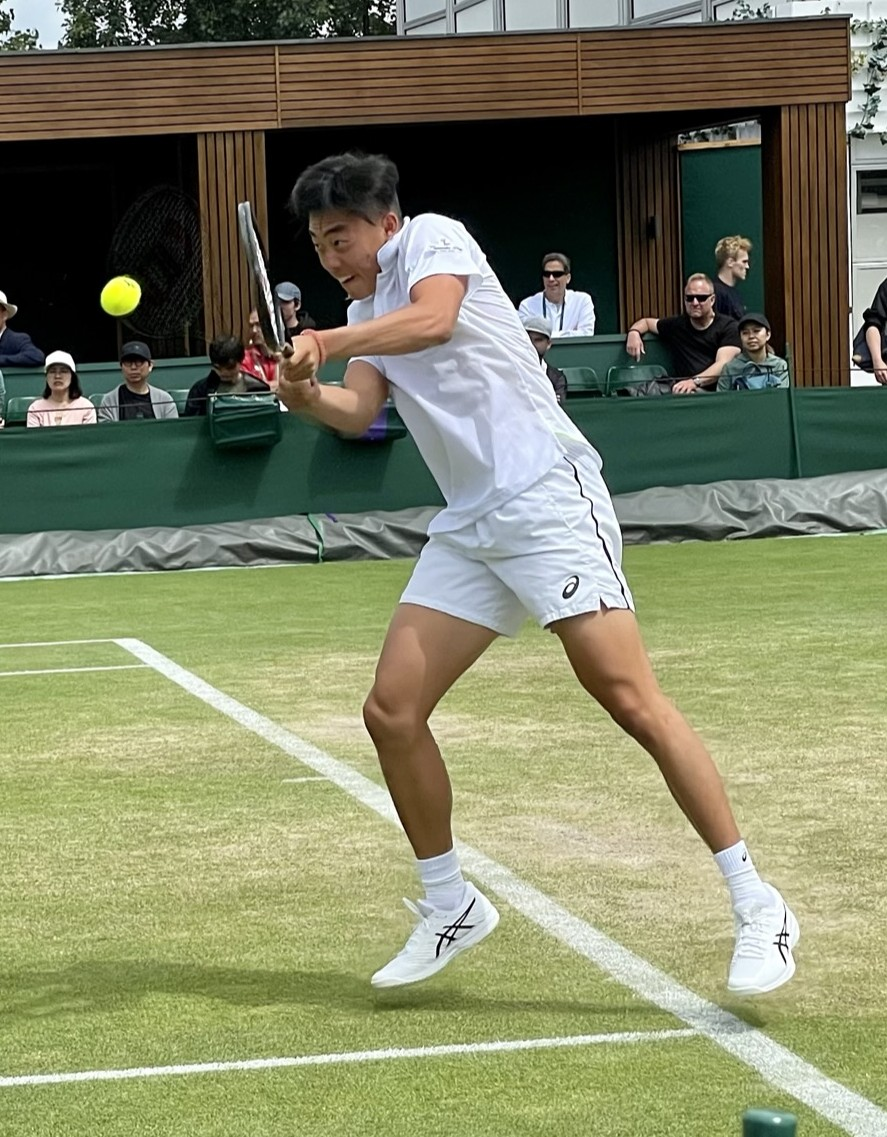
Coleman Wong beim Wimbledon-Junioren-Turnier 2022

Chak Lam Coleman Wong (chinesisch 黃澤林 / 黄泽林, Pinyin Huáng Zélín, Jyutping Wong4 Zaak6lam4, kantonesisch Wong Chak Lam; * 6. Juni 2004 in Hongkong) ist ein Tennisspieler aus Hongkong.

## Persönliches
Wong besuchte die Diocesan Boys’ School. Er trainiert an der Rafael Nadal Academy.

## Karriere
2018 gewann Wong den Orange Bowl in der U14-Altersklasse.
Wong spielte bis 2022 auf der ITF Junior Tour. Seine besten Ergebnisse bei Grand-Slam-Turnieren erreichte er im Einzel bei den letzten zwei Turnieren, an denen er teilnahm. In Wimbledon schied er im Viertel-, bei den US Open im Halbfinale aus. Im Doppel gewann er mit den US Open 2021 (mit Max Westphal) und den Australian Open 2022 (mit Bruno Kuzuhara) zwei Grand-Slam-Titel – damit wurde er nach Patricia Hy-Boulais, die 1983 das Juniorinnendoppel gewann, erst der zweite Titelträger seines Landes. In der Jugend-Rangliste erreichte er mit Rang 11 seine höchste Notierung im Oktober 2022.
Bei den Profis spielte Wong 2018 erstmals auf der ITF Future Tour. 2019 platzierte er sich im Doppel erstmals in der Weltrangliste. Er gab in diesem Jahr zudem sein Debüt für die Davis-Cup-Mannschaft von Hongkong. 2021 zog er im Einzel das erste Mal ins Halbfinale ein, im Doppel gewann er 2022 die ersten zwei Titel. Mit drei Halbfinals war er auch im Einzel in diesem Jahr erfolgreich, das er jeweils in den Top 1000 der Welt beendete.